# Jure Langerholc
Jure Langerholc, slovenski igralec futsala, * 10. december 1987, Kranj.

## Klubska kariera
V sezoni 2007/2008 se je pridružil članski ekipi FSK Stripy in že v svoji krstni sezoni zadel dvakrat. 